# Psychozoikum
Der Begriff Psychozoikum wurde als Erdzeitalter in seiner englischen Form (psychozoic) von Joseph LeConte definiert. Er bezeichnet damit das kurze, jüngste Intervall innerhalb des Quartärs, das „geadelt durch das Erscheinen des Menschen als dominanter Agent des Wandels“ gekennzeichnet sei. Er definiert das Zeitalter also nicht mit dem Auftreten der Spezies Mensch, sondern mit der Fähigkeit des Menschen, tiefgreifend auf Flora und Fauna der Erde einzuwirken. Er ist im geowissenschaftlichen Kontext damit vergleichbar mit dem heute gebräuchlicheren Begriff Anthropozän.
Der Begriff ist außerdem noch innerhalb der synthetischen Evolutionstheorie gebräuchlich und bezeichnet dort die Periode der Erdgeschichte, die in der Vorzeit mit dem „Aufdämmern des menschlichen Bewusstsein“ begonnen habe und beherrschend für die heutige Situation auf der Erde sei.